# Reziprokpronomen
Reziprokpronomen (wechselseitige Fürwörter) sind Pronomen, die Reflexivpronomen ähneln, insofern als sie im Satz meistens als Objekt stehen und sich auf ein vorhergehendes Satzglied (in der Regel das Subjekt) rückbeziehen. Die Bedeutung ist hierbei jedoch von der Art, dass Reziprokpronomen sich auf ganze Gruppen beziehen müssen und aussagen, dass die genannte Handlung zwischen Mitgliedern der Gruppe untereinander stattfindet.
Im Deutschen ist die Form einander ein reines Reziprokpronomen. Die (pluralen) Reflexivpronomen (uns, euch, sich) sind aber ebenfalls in einer reziproken Bedeutung verwendbar, die mit dem Zusatz von gegenseitig verdeutlicht werden kann.

## Beispiel
Die Aussage „Heinz und Anne wuschen sich“ kann auf mehrere Arten verstanden werden:
1. Heinz wusch sich (selbst). Anne wusch sich (selbst). – reflexiv Singular
2. Heinz wusch sie (Anne). Anne wusch ihn (Heinz). – reziprok Singular
3. Heinz und Anne wuschen ihn (Heinz). Heinz und Anne wuschen sie (Anne). – reflexiv Plural
4. Heinz wusch sie und sich. Anne wusch ihn und sich. - reziprok Plural

Für die Aussage „Heinz und Anne wuschen einander“ ist hingegen nur die zweite Bedeutung möglich.
Das Subjekt kann auch aus einem Pluralwort statt aus mehreren und-verknüpften Gliedern bestehen: „Soldaten töten einander“ vs. „Soldaten töten sich (selbst)“.

## Reziprokpronomen in anderen Sprachen
Das altgriechische Wort für ‚einander‘, allelon, setzt sich aus zweimal allos (all-allon → allelon) zusammen, bedeutet also etwa „der andere – dem/den anderen“.